# Parken
Parken, tidigare Københavns Idrætspark, och åren 2014-2020 Telia Parken, i Köpenhamn är FC Köpenhamns och Danmarks herr- och  damfotbollslandslags hemmaarena. Parken ligger i stadsdelen Østerbro och har en kapacitet på 38 000 personer. Den är Danmarks största arena och Nordens tredje största, efter Strawberry Arena i Solna och Ullevi i Göteborg.
När arenan invigdes 1911 kallades den Københavns Idrætspark. Efter en större ombyggnad i början av 1990-talet återinvigdes arenan 1992 med det nya nuvarande namnet.
Från 2015 till och med augusti 2020 hette arenan Telia Parken.

## Evenemang
- Cupvinnarcupens final 1994 mellan Arsenal och Parma hölls på Parken.
- Uefacupens final 1999/2000 mellan Galatasaray och Arsenal hölls på Parken.
- Eurovision Song Contest 2001 hölls på Parken.